# سن ژروم در صحرا (بلینی، بیرمنگام)
سنت ژروم در صحرا (به انگلیسی: St. Jerome in the Desert) حدود ۱۴۵۰ یک نقاشی با تکنیک قدیمی امولسیون رنگدانه و زرده تخم مرغ بر روی چوب است که توسط جووانی بلینی نقاشی شده‌است. این اثر هم‌اکنون در مؤسسه هنرهای زیبای باربر در بیرمنگام، انگلستان نگهداری می‌شود.
این تابلو به عنوان نخستین اثر ماندگار بلینی شناخته شده که در حدود ۱۶ سالگی نقاشی کرده‌است. این تابلو سن ژروم نیمه برهنه نشسته روی سنگی جلوی غار خود در صحرای سوریه با کتابی در دست چپ خود نشان می‌دهد. در این نقاشی به زندگی سن ژروم به عنوان یک زاهد گوشه نشین و به عنوان خالق انجیل ولگاته و شیر مومنش در مقابل او، اشاره شده‌است.